# Masacrul de la școala din Sandy Hook
Masacrul de la școala din Sandy Hook a fost urmarea unui atac armat ce a avut loc pe 14 decembrie 2012 în incinta școlii elementare din Sandy Hook, Newtown, Connecticut, Statele Unite. Au decedat 27 de persoane și au fost rănite alte două. A fost al doilea cel mai sângeros incident petrecut într-o instituție de învățământ din istoria Statelor Unite, întrecut numai de cel de la Virginia Tech din 2007, unde au fost uciși 32 de oameni.
26 de persoane, majoritatea copii cu vârste cuprinse între 5-10 ani și 6 adulți au fost ucise. Atacatorul, pe nume Adam Lanza, în vârstă de aproximativ 20 de ani, s-a sinucis la locul atacului. El era copilul unei familii despărțite, părinții au divorțat în 2009.

## Victimele
- Jessica Rekos- 6 ani (10 mai 2006)
- Olivia Engel- 6 ani (18 iulie 2006)
- Jesse Lewis- 6 ani (30 iunie 2006)
- Avielle Richman- 6 ani (7 octombrie 2006)
- Grace Audrey McDonnell- 7 ani (4 noiembrie 2005)
- Noah Pozner- 6 ani (20 noiembrie 2006)
- Ana Marquez-Greene- 6 ani (4 aprilie 2006)
- Emilie Parker- 6 ani (18 octombrie 2006)
- Charlotte Bacon- 6 ani (22 februarie 2006)
- Catherine Hubbard- 6 ani (8 iunie 2006)
- Josephine Gay- 7 ani (11 decembrie 2005)
- Daniel Barden- 7 ani (27 septembrie 2005)
- James Mattioli- 6 ani (22 martie 2006)
- Caroline Previdi- 6 ani (9 septembrie 2006)
- Allison Wyatt- 6 ani (3 iulie 2006)
- Lauren Rousseau- 30 de ani (8 iunie 1982)
- Victoria Soto- 27 de ani (4 noiembrie 1985)
- Dawn Lafferty Hochsprung- 47 de ani
- Mary Sherlach- 56 de ani (11 februarie 1956)
- Rachel D'Avino- 29 de ani (17 iulie 1983)
- Anne Marie Murphy- 52 de ani (25 iulie 1960)
- Dylan Hockley- 6 ani (8 martie 2006)
- Madeleine Hsu- 6 ani (10 iulie 2006)
- Chase Kowalsky- 7 ani (31 octombrie 2006)
- Jack Pinto- 6 ani (6 mai 2006)
- Benjamin Wheeler- 6 ani (12 septembrie 2006)

## Desfășurarea evenimentelor
Aproximativ la ora locală 09:00, Adam Lanza a împușcat-o pe mama sa acasă, care era profesoară la școala dată, după care a plecat la școală unde a deschis foc asupra copiilor din sală. Victimele atacului au fost 20 de copii (18 dintre ei au fost uciși pe loc, iar doi au murit mai târziu în spital) și 6 adulți, directorul școlii, un psiholog personal și alți patru profesori. După aceea, atacatorul s-a sinucis cu arma sa. Atacatorul a sosit la școală cu mașina mamei sale, în care de asemenea a fost gasită o pușcă semiautomată. Se pare că armele aparțineau mamei sale. Poliția locală a sosit la fața locului și a intrat în incinta școlii, o jumătate de oră mai târziu. La 09:30 poliției locale i s-a alăturat și poliția statului Connecticut. O parte a elevilor și cadrelor didactice care nu au avut de suferit, au părăsit clădirea de sine stătător, restul au fost evacuați de unitățile SWAT. Potrivit poliției arma cu care a tras infractorul a fost achiziționată în mod legal și înregistrată pe numele mamei sale, Nancy Lanza. Mai târziu, a devenit cunoscut faptul că mama lui a fost ucisă la domiciliu și nu la școală cum se anunțase anterior.
Inițial, poliția l-a identificat, în mod eronat pe Ryan Lanza (fratele atacatorului) ca fiind criminalul. Ryan a trimis însă o serie de mesaje pe Facebook în care afirma că nu fost el și că în ziua respectivă era la serviciu. Înregistrările video și cartela de acces de la Ernst & Young, unde muncea, îi confirmă declarațiile.